# Haukdælir

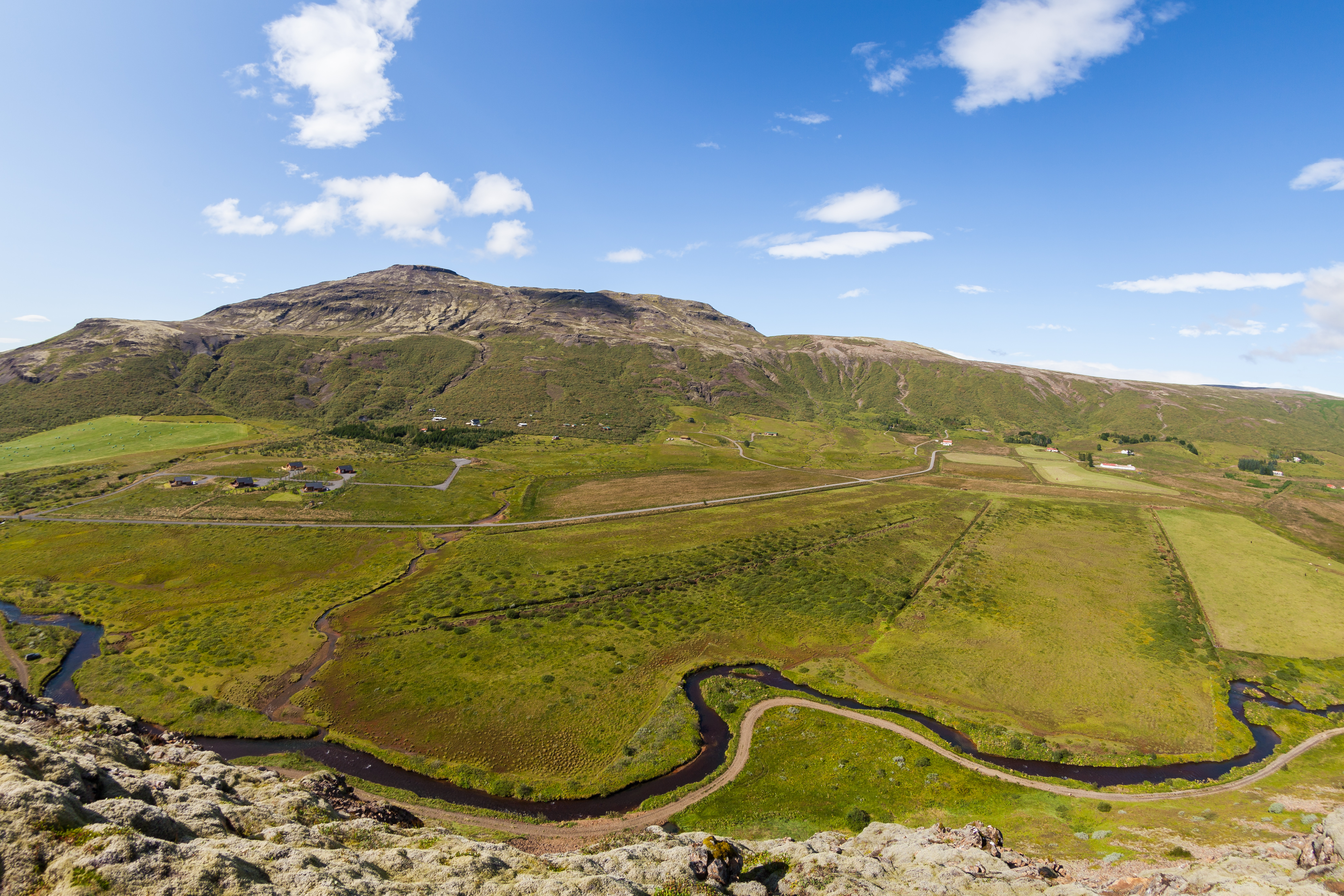
O vale Haukdalur
base dos Haukdælir

Os Haukdælir foram um importante clã medieval da antiga Islândia, com uma posição proeminente durante os séculos XII e XIII, no período do Estado Livre. O seu nome deriva de Haukadalur (literalmente Vale dos Falcões), um vale situado no sudoeste do país, onde tinham a sua base.
Pertenceram ao clã dos Haukdælir vários líderes, entre os quais Gissur Thorvaldsson, que foi nomeado jarl pelo rei Haakon IV da Noruega, em 1258. 
Os Haukdælir participaram na batalha de Örlygsstadir, lado a lado com os Ásbirningar, onde derrotaram os Sturlungar.